# Pieter van Abeele

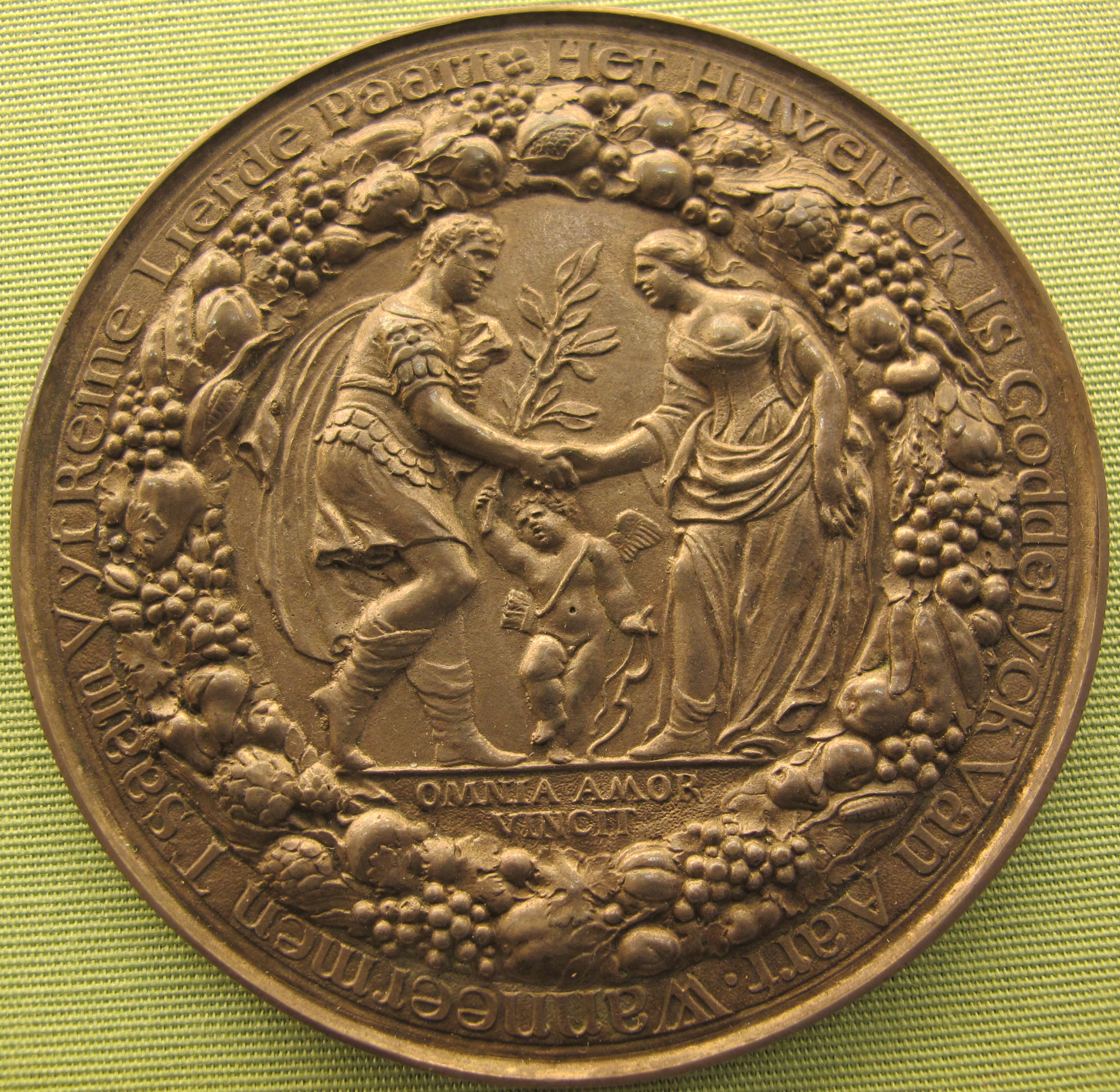
Médaille matrimoniale (vers 1660).

Pieter van Abeele, ou Pieter van den Abeele, ou Pieter van den Abele, ou Pieter van Abele, né en 1608 à Middelbourg et mort le 21 février 1684 à Amsterdam, est un médailleur néerlandais.

## Biographie
Pieter van Abeele est né en 1608 à Middelbourg. Il devient membre de la guilde des orfèvres d'Amsterdam en 1634. Il est marié à Catharina de Baudous en 1639 et est mort en 1684.